# 輜重兵第122連隊
輜重兵第122連隊（しちょうへいだい122れんたい、輜重兵第百二十二聯隊）は、大日本帝国陸軍の連隊の一つ。

## 沿革
太平洋戦争末期の1945年（昭和20年）1月16日に牡丹江で軍令陸甲第9号下令により、満州防備強化を目的に新設された第122師団の輜重兵連隊として編成された。3月30日、沖縄に転用した輜重兵第9連隊の残置者などを基幹として、輓馬2、自動車3の5個中隊で編成完結した。4月1日、鏡泊湖南部の陣地構築のため、第2中隊および第1中隊の1個小隊は南湖頭に移駐。5月までに本部は東京城に置かれ、第3、4、5中隊は北湖頭に移駐し、残留隊は牡丹江に残った。
5月中旬から下旬にかけて現地応召により約200名を編入。同月、第2中隊の1個小隊の約50名は敦化に派遣され、7月25日には一部が寧安県大溝に移駐し陣地構築に当たった。8月4日、残留隊は牡丹江から興隆に移駐。同9日、ソ連対日参戦と共に残留隊は興隆を出発し東京城の本部と合流後、陣地間の資材および兵糧の輸送に当たった。

## 歴代連隊長
| 代 | 氏名     | 在任期間         | 出身校・期 | 備考 |
| -- | -------- | ---------------- | ---------- | ---- |
| 1  | 田中剛一 | 1945.2.12 - 終戦 | 陸士48期   | 少佐 |